# Centroscymnus
Centroscymnus Barbosa du Bocage & de Brito Capello, 1864 è un genere di squali squaliformi appartenenti alla famiglia dei Somniosidae. Sono diffusi in tutti gli oceani.

## Descrizione
La lunghezza massima registrata è di 170 cm per C. plunketi.

## Tassonomia
In questo genere sono riconosciute cinque specie:
- Centroscymnus coelolepis Barbosa du Bocage & de Brito Capello, 1864
- Centroscymnus crepidater (Barbosa du Bocage & de Brito Capello, 1864)
- Centroscymnus macracanthus Regan, 1906
- Centroscymnus owstonii Garman, 1906
- Centroscymnus plunketi (Waite, 1910)